# Banyak
Banyak (indonez. Kepulauan Banyak) – archipelag na Oceanie Indyjskim złożony z ponad 60 małych wysepek na terenie terytorium Aceh w Indonezji. Leży na północ od wyspy Nias i 18 mil (29 km) na zachód od Sumatry. Zajmuje powierzchnię 319 km2. Największe wyspy archipelagu to Tuangku oraz Bangkaru. Populacja archipelagu to mieszanka osadników z północnej i środkowej Sumatry oraz z Nias. Większość ludności stanowią muzułmanie. Rolnictwo (uprawa ryżu i roślin okopowych) ma głównie charakter samowystarczalny, ale kopra jest towarem eksportowym.